# H-Punkt

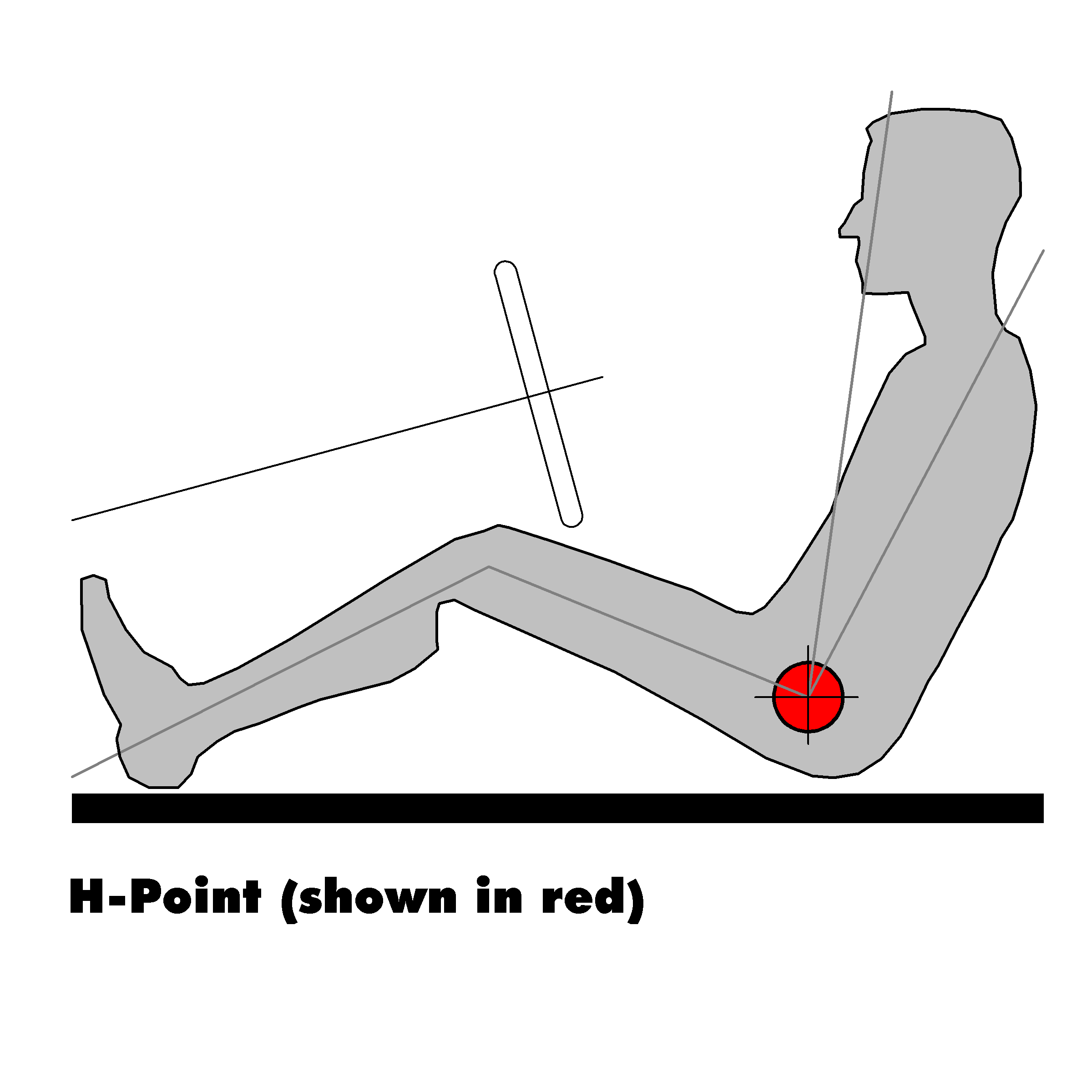
H-Punkt (oder Hüftpunkt) ist die theoretische, relative Position der Hüfte eines Insassen

Der H-Punkt (oder Hüftpunkt) ist die theoretische, relative Position der Hüfte eines Insassen, d. h. der Drehpunkt zwischen dem Rumpf und dem oberen Teil des Beins, wie er in der Fahrzeugkonstruktion, im Automobildesign und in der Fahrzeugregulierung sowie in anderen Disziplinen wie Stuhl- und Möbeldesign verwendet wird.
Bei der Fahrzeugkonstruktion wird der H-Punkt auch im Verhältnis zu anderen Merkmalen gemessen, z. B. H-Punkt zum Fahrzeugboden (H30) oder H-Punkt zur Fahrbahn (H5). Mit anderen Worten: Ein Fahrzeug, das einen „hohen H-Punkt“ haben soll, kann einen H-Punkt haben, der relativ zum Fahrzeugboden, zur Fahrbahn oder zu beiden „hoch“ ist.
Technisch gesehen wird bei der H-Punkt-Messung das Hüftgelenk eines männlichen Insassen des 50. Perzentils in Seitenansicht verwendet. Sie ist für nationale und internationale Fahrzeugkonstruktionsnormen wie die globalen technischen Vorschriften (GTR) von großer Bedeutung. Eine Fahrzeugkonstruktionsnorm, die Society of Automotive Engineers (SAE) J1100 Interior Measurement Index, legt zum Beispiel Parameter für Messungen wie H30 (H-Punkt zum Fahrzeugboden), H5 (H-Punkt zur Fahrbahnoberfläche), H61 (H-Punkt zur Innenraumdecke) und H25 (H-Punkt zur Fensterbank) fest.
Wie auch die Lage anderer „harter Punkte“ des Fahrzeugdesigns hat der H-Punkt erhebliche Auswirkungen auf das Gesamtdesign des Fahrzeugs, einschließlich Dachhöhe, Aerodynamik, Fahrverhalten (insbesondere bei Autobahngeschwindigkeiten), Sicht (sowohl innerhalb des Fahrzeugs als auch aus dem Fahrzeug in den Verkehr), Sitzkomfort, Ermüdung des Fahrers, leichter Ein- und Ausstieg, Innenraumgestaltung, Sicherheit, Rückhalteeinrichtungen und Airbags sowie Aufprallverhalten. Höhere H-Punkte können beispielsweise für mehr Beinfreiheit sorgen, sowohl auf den Vorder- als auch auf den Rücksitzen.
Anfang der 2000er Jahre gab es einen weltweiten Trend zu höheren H-Punkten im Verhältnis zur Fahrbahnoberfläche und zum Innenraumboden des Fahrzeugs. In einem Artikel aus dem Jahr 2004 wies das Wall Street Journal auf einen Vorteil hin: „Je höher der H-Punkt, desto höher sitzt man im Auto, und in einigen Fällen fühlt man sich hinter dem Lenkrad wohler.“
Busse, Minivans, Crossover- und  Sport Utility Vehicles haben im Allgemeinen einen höheren H-Punkt (im Verhältnis zur Fahrbahnoberfläche und zum Fahrzeuginnenraum) als Limousinen, obwohl einige Limousinen einen höheren H-Punkt aufweisen als die meisten anderen, z. B. der Ford Five Hundred und der Fiat 500L. Sportwagen und Fahrzeuge mit höheren aerodynamischen Anforderungen können dagegen niedrigere H-Punkte im Verhältnis zur Fahrbahnoberfläche aufweisen. Wenn ein Fahrzeug in jeder Sitzreihe einen höheren H-Punkt aufweist, spricht man von Stadionsitzen, wie beim Dodge Journey und Ford Flex.
Die Ergonomie des Fahrzeuginnenraums ist ein wesentlicher Bestandteil der Ausbildung zum Automobilkonstrukteur. Die Society of Automotive Engineers (SAE) hat Instrumente für das Fahrzeugdesign entwickelt, darunter statistische Modelle zur Vorhersage der Augenposition des Fahrers und der Sitzposition sowie eine H-Punkt-Puppe zur Messung von Sitzen und Innenraumgeometrie. Siehe SAE J826 für eine Beschreibung der H-Punkt-Puppe. Modelle zur Vorhersage der Insassenhaltung werden in Computersimulationen verwendet und bilden die Grundlage für die Positionierung von Crashtest-Dummys.
Regulatorische Definition: Für die Zwecke der US-Vorschriften und GTRs (Global Technical Regulations) – und für eine klare Kommunikation bei der Sicherheits- und Sitzkonstruktion – wird der H-Punkt als der tatsächliche Hüftpunkt des sitzenden Crashtest-Dummys selbst definiert, während der R-Punkt (oder Seating Reference Point (SgRP)) der theoretische Hüftpunkt ist, der von den Herstellern bei der Konstruktion eines Fahrzeugs verwendet wird – und insbesondere die relative Position des Hüftpunkts des sitzenden Dummys beschreibt, wenn der Sitz in der hintersten und untersten Sitzposition eingestellt ist.